# 16407 Oiunskij
A 16407 Oiunskij (ideiglenes jelöléssel 1985 SV2) a Naprendszer kisbolygóövében található aszteroida. Nyikolaj Sztyepanovics Csernih és Ljudmila Ivanovna Csernih fedezte fel 1985. szeptember 19-én.